# Европейское общество по финансированию закупок железнодорожного подвижного состава (EUROFIMA)
Европейское общество по финансированию закупок железнодорожного подвижного состава (фр. Société européenne pour le financement de matériel ferroviaire, Eurofima) — акционерное общество, способствующее приобретению железнодорожного подвижного состава и другого оборудования акционерам-операторам железных дорог стран Европы.
Общество образовано в 1955 году по решению Европейской конференции министров транспорта на основании конвенции. Штаб-квартира общества располагается в Базеле (Швейцария).
В соответствии с уставом, уставный капитал общества составляет 2,6 млрд швейцарских франков.
Крупнейшими акционерами являются Deutsche Bahn (Германия) и SNCF (Франция), эти две компании имеют долю в 22,6% каждая.
В 1970-х годах общество координировало деятельность по разработке и производству пассажирских вагонов повышенной комфортности с едиными техническими параметрами для обеспечения перевозок в странах западной Европы («вагоны EUROFIMA»).
В настоящее время общество способствует в достижении целей устойчивого развития, поскольку выбросы парниковых газов от железнодорожного транспорта существенно ниже, чем от автомобильного и воздушного.